# 丸岡体育館
丸岡体育館（まるおかたいいくかん）は、福井県坂井市にある屋内スポーツ施設である

## 施設
- 1階 アリーナ
  - バスケットボール 2面
  - テニス 2面
  - バレーボール 2面
  - バドミントン 2面
  - ステージ
  - 移動観客席 1,500席
- 2階 卓球場
  - 卓球台 5台
- 2階 観客席
  - 固定席 688席
- 3階 スタジオ

## 交通アクセス
- 京福バス「平章小学校前」下車。